# أقدغش العليا (المزرعة الجنوبية)
أقدغش العلیا (بالفارسية: اقدگش علیا) هي قرية تقع في إيران في قسم المزرعة الجنوبیة الريفي. يقدر عدد سكانها بـ 1,010 نسمة.